# ب‌ام‌و ایکس۳ (ای۸۳)
ب‌ام‌و ایکس۳ (ای۸۳) (انگلیسی: BMW X3) خودروی ساخت شرکت ب‌ام‌و است. این خودرو موتور جلو و خودروی چهارچرخ محرک بوده و از سال ۲۰۰۳ تا ۲۰۱۰ تولید می شده است.

## نگارخانه

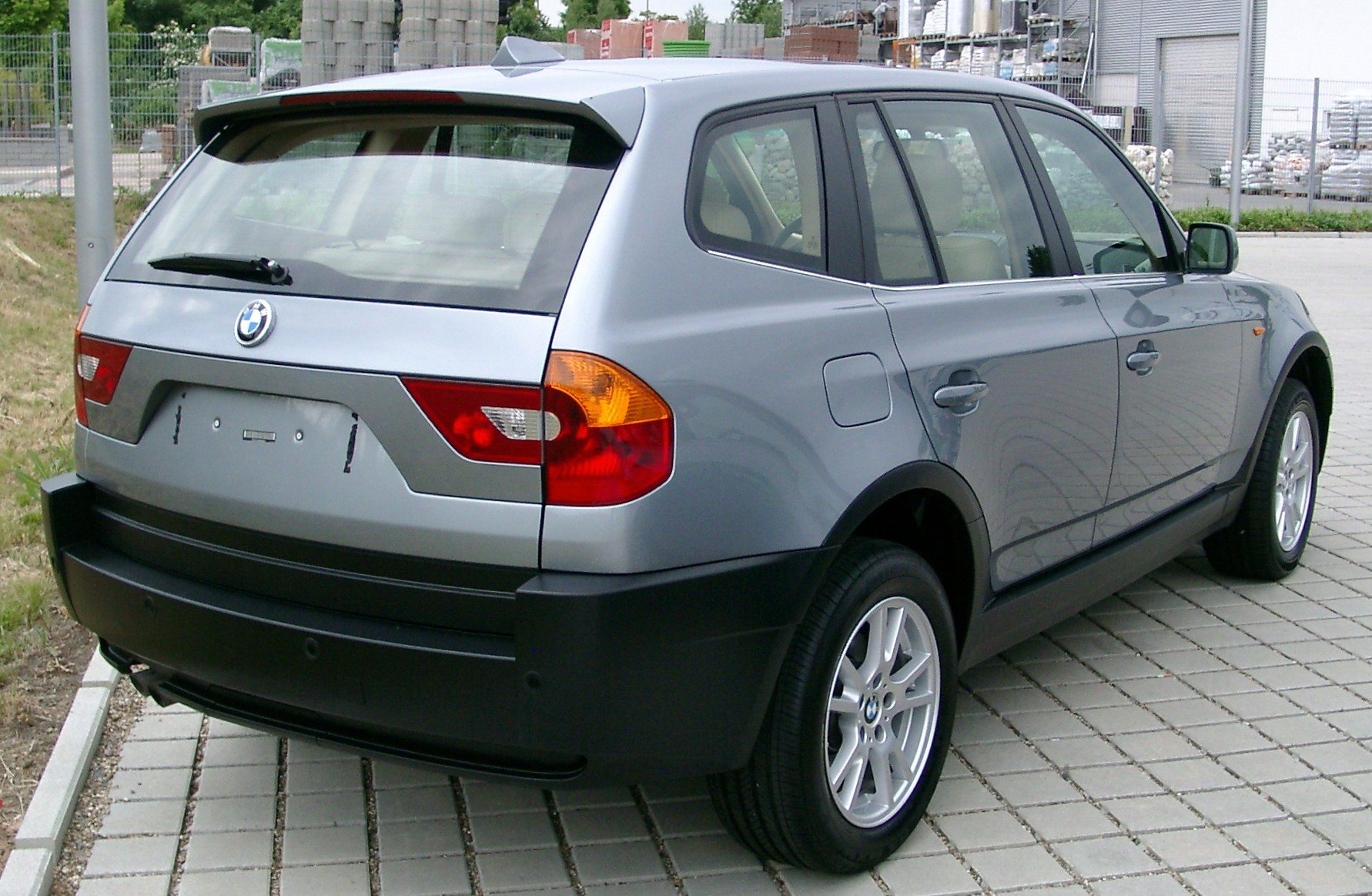